# Alan Smithee
Alan Smithee (más néven Allen Smithee) egy hivatalosan is használt álnév, amely az amerikai filmgyártásban terjedt el. Legtöbbször olyan filmrendezők vagy filmes szakemberek használják ezt a nevet, akik nem akarják felvállalni a valódi nevüket vagy meg akarják tagadni egy általuk rendezett alkotásukat annak minősége vagy kreatív nézeteltérések okára hivatkozva.  1968-ban használták először és egészen 2000-ig alkalmazásban volt, amikor is az Amerikai Rendezők Céhe (DGA) fel nem hagyott annak használatával. Ugyanakkor ma is találhatunk elszórtan példát erre a névre.

## Eredete
1968 előtt a DGA szervezete nem engedélyezte, hogy a rendezők bármilyen álnév mögé bújjanak egy kudarcra ítélt projekt esetén. Az első ilyen alkalomra A törvény éber őre című westernfilmnél került sor. 
A film főhőse, Richard Widmark nem volt elégedett Robert Totten rendező munkájával, ezért lecserélték őt Don Siegelre. Mivel egyik filmrendező se érezte ezt a produkciót a saját szellemi termékének, ezért a DGA engedélyezte az álnév használatát. Az első választás az Al Smith névre esett, de ez a név már foglalt volt Hollywood-ban, így a vezetéknevet meg kellett változtatni. Egy legenda szerint a nevet a "The alias men", vagyis az álneves emberek angol szó anagrammájából tették össze.
A név később több változatban is felbukkant, de a legtöbb esetben Alan Smithee változat volt a leggyakoribb. Az elkövetkező évtizedekben (sőt visszamenőleg is) számos rendező bújt az álnév mögé, amit a DGA munkatársai titkokként megőriztek.
Évtizedekkel később már sok olyan filmes szakember is élt a lehetőséggel, akiknek munkáját a DGA nem tudta felügyelni. Egyre jobban lehetett sejteni, hogy ez a név nem is létezik.
A nyilvánosság az 1997-es Rendezte Alan Smithee: Égj csak, Hollywood! című alkotásban ismerhette meg szélesebb körben az álnevet. Az Arthur Miller rendezte és a Joe Eszterhas által írt történet szerint az Eric Idle alakította Alan Smithee egy kezdő filmes, aki meg szeretné tagadni a készülő, de borzasztónak ígérkező munkáját. Azonban ezt nem tudja, mert a filmesek által használt álneve pont az övé, ezért ellopja azok eredeti kópiáit. Azonban Miller és Eszterhas annyira összeveszett egymással, hogy a forgatókönyvíró a munkájába túlságosan beleszólt ezért kérte a DGA-t, hogy használhassa az Alan Smithee álnevet. A film bemutatását követően negatív visszhangot kapott (sokak, köztük Roger Ebert véleménye szerint is az évtized legrosszabb filmje lett), alig volt bevétele és még 7 Arany Málna díjat is elnyert.

### Nyugdíjaztatása
A bukás ellenére még használták a filmesek az álnevet. 1999-ben Kiefer Sutherland a Szobalány kerestetik című munkájának újravágása miatt nem akarta felvállalni a projektjét. A rendezők céhe végül a név elkopására hivatkozva 2000-ben nyugdíjaztatta ezt az álnevet. Így a későbbiekben már Walter Hill Szupernova vagy Alec Baldwin Őrült út a boldogsághoz című filmjét más álnéven kellett kiadniuk.

## Ismertebb filmek amik Alan Smithee nevéhez köthetőek

### Filmrendezőként

#### Filmeknél
- Fade In a.k.a. Iron Cowboy (1968, eredeti rendező: Jud Taylor): eredetileg Taylor nevével jelent meg a produkció, csak 1975 után szerkesztették át a nevét Alan Smithee-re.
- A törvény éber őre (1969, eredeti rendezők: Robert Totten és Don Siegler): mivel egyik rendező se érezte ezt a saját szellemi termékének, ezért a DGA engedélyezte első alkalommal az Alan Smithee álnevet.
- Alkonyzóna: A mozifilm (1983, eredeti (segéd)rendező: Anderson House): A segédrendező, Anderson House használta ezt az álnevet az első szakaszhoz, mivel 1982. július 23-án Vic Morrow színész és két gyerekszínész a forgatás során helikopter-balesetben életüket vesztették. Ritka alkalmak egyike, amikor az álnevet segédrendező használta.[8]
- A szemtanú nyomában (1990, eredeti rendező: Dennis Hooper): A filmet a mozikban eredetileg Catchfire címen vetítették. A VHS-változatnál már Back Track címen futott és a stáblistát is átszerkesztette (mivel a stúdió beleszólt a rendező elképzeléseibe és meg kellett vágnia a filmet).[9]
- Micsoda vőlegény (1990, eredeti rendező: Michael Gottlieb)
- Hellraiser: Vérvonal (1996, eredeti rendező: Kevin Yagher): a negatív kritikák miatt távolította el a rendező a nevét.
- Rendezte Alan Smithee: Égj csak, Hollywood! (1997, eredeti rendező: Arthur Miller): mivel a stúdió beleszólt a rendező elképzeléseibe, ezért levetette a nevét.
- Szobalány kerestetik (1999, eredeti rendező: Kiefer Sutherland)
- Szökevény futam (2005, eredeti rendező: Philip Spink)

A következő filmek esetében a bemutató idején a saját rendezőik neve szerepelt, de a TV-s újravágás vagy más ok miatt nem vállalták a későbbiekben saját nevüket:
- Dűne (1984, eredeti rendező: David Lynch): Universal Studios Lynch bizonyos döntéseibe beleszólt (elképzelések, vágás), ezért a későbbiekben néhány filmváltozaton (mint az 1989-es kibővített, újravágott TV-s változat) nem vállalta fel valódi nevét a rendezésnél és vágásnál.[10] Utóbbi esetnél Judas Booth[11] álnéven szerepel (utalva a Bibliából Júdás apostol és Abraham Lincoln gyilkosának, John Wilkes Booth nevére).
- Egy asszony illata (1992, eredeti rendező: Martin Brest): a légitársaságok által vetített változatokban.
- Szemtől szemben (1995, eredeti rendező: Michael Mann): a televízió által sugárzott változatban.
- Ha eljön Joe Black (1998, eredeti rendező: Martin Brest): a légitársaságok és a televíziók által vetített változatokban.
- A bennfentes (1999, eredeti rendező: Michael Mann): a televízió által sugárzott változatban.

#### Televíziós rendezések
- Alkonyzóna az első évad hetedik részének Paladin of the Lost Hour című szegmense (1985)
- Pöttöm kalandok egyes szegmensei (1990)
- Cosby nyolcadik évadának 22. epizódja (1992)
- MacGyver első évad első és ötödik része (1985)

#### Zenei klip rendezések
- Whitney Houston: I Will Alwasy Love You (1992, eredeti rendező: Nick Brandt)
- Jennifer Lopez: Waiting for Tonight (1999, eredeti rendező: Francis Lawrence)
- Metallica: Some Kind of Monster (2004)